# Le Héros perdu
Le Héros perdu (titre original : The Lost Hero), écrit par Rick Riordan, est le premier tome de la série Héros de l'Olympe.
Il est sorti le 12 octobre 2010 aux États-Unis et est paru le 4 mai 2011 en France, avec une traduction de Mona de Pracontal.

## Résumé
Jason se réveille dans un bus d'adolescents à problèmes, complètement amnésique. Il est entouré de Piper, qui prétend être sa petite amie, et de Léo, son prétendu meilleur ami.
Lorsqu'un esprit du vent, camouflé en élève, attaque Jason, ses deux camarades ainsi que leur coach Gleeson Hedge (qui se révèle être un satyre protecteur), le combattent. Instinctivement, Jason va utiliser ses armes cachées pour sauver ses amis et utiliser son aptitude à voler qu'il découvre pour sauver Piper, tombée dans le vide.
Peu après, une fille du nom d'Annabeth et son ami Butch atterrissent sur les lieux avec l'aide d'un char, prétendant être à la recherche de leur ami Percy Jackson, disparu depuis trois jours. Sans nouvelle information sur l'endroit où pourrait se trouver son petit ami, Annabeth finit par recueillir les trois demi-dieux et accepte de les amener à la Colonie des Sang-Mêlés. 
Là-bas, ils découvriront leur identité de demi-dieux et se verront confier la quête de sauver Héra, Reine des dieux, pour empêcher le réveil de leur nouvelle ennemie, qui n'est autre que Gaïa, la Déesse de la terre et le lever de Porphyrion, Roi des Géants
Ils devront faire face à de nombreux monstres, divinités, ainsi que des sorcières, des magiciens, et des loups-garous avant d'arriver à l'endroit où Héra est prisonnière et de la libérer, donnant au monde un répit en repoussant le réveil de Gaïa.

## Personnages

### Personnages principaux

#### Jason Grace
Jason est un fils de Jupiter. Envoyé amnésique à la Colonie des Sang-Mêlés par Héra dans le cadre de son plan pour ramener la paix entre Grecs et Romains, Jason se lie avec Léo et Piper, mène une quête pour libérer Héra, et vainc Encélade ainsi que nombre de monstres.

#### Piper McLean
Piper est une fille d'Aphrodite. Accompagnant Jason et Léo dans la quête, son pouvoir d'enjôlement sera très utile pour vaincre certains ennemis et libérer Héra.

#### Léo Valdez
Léo est un fils d'Héphaïstos. Très habile de ses mains et ayant le don de faiseur de feu, Léo réussit à réparer un dragon de bronze qu'il baptise Festus pour partir dans la quête. Il sauvera ses amis de nombreux pièges, grâce à son sens de repérer les mécanismes, et libérera Héra avec Piper.

#### Héra
Déesse du mariage et épouse , Héra a été enlevée par la Terre , Gaïa , à cause de Chioné , déesse de la neige .  Bien qu'elle apparaisse peu, Héra est l'instigatrice du plan d'échange et elle est le but de la quête.

### Personnages secondaires

#### Annabeth Chase
Annabeth est, pendant ce livre, à la recherche de son petit ami Percy Jackson. Elle n'apparaît qu'au début du livre, où elle va chercher le trio principal et leur explique leur condition de demi-dieux ; et à la fin, où en conseil, ils discutent du plan d'Héra et de l'emplacement de Percy.

#### Thalia Grace
Lieutenante des Chasseresses d'Artémis, Thalia croise le trio, alors attaqué par Lycaon. Elle retrouve alors son frère qu'elle croyait mort depuis des années. Bien que ces retrouvailles soient de courte durée, elle est très heureuse de l'avoir revu.

#### Chiron
Chiron, le directeur des activités à la Colonie des Sang-Mêlés est peu présent, mais il reste là pour rassurer ses pensionnaires quand il le faut.

#### Gleeson Hedge
Le satyre est un protecteur à la retraite, envoyé veiller sur Piper et Léo. Il est fait prisonnier par les esprits de la tempête et est libéré par Jason, Piper et Léo. Il est d'un naturel impulsif et violent, bien qu'il soit séduit par Mellie, la secrétaire d'Éole. 

#### Borée
Dieu du Vent du Nord, Borée vit au Québec avec ses trois enfants : Chioné, Zétès et Calaïs. Il est prêt à aider les demi-dieux dans leur quête, et leur donne des indications qui les mèneront à leur étape suivante. 

#### Éole
Le Maître des Vents, devenu un peu fou au fil du temps, attendant une promotion de l'Olympe depuis des années. Il est prêt à aider les trois amis dans leur quête mais change soudainement d'avis et ordonne leur mort. Ils sont sauvés de justesse par la secrétaire d'Éole, qui est alors renvoyée.

### Ennemis

#### Gaïa
Gaïa est l'ennemie principale du livre et de la série entière. Furieuse que les Olympiens aient vaincu une fois de plus ses enfants les Titans, elle tente de se réveiller complètement en envoyant ses autres enfants les géants tuer les demi-dieux qu'elle cherche.

#### Chioné
Chioné, la déesse de la neige est une des plus ferventes servantes de Gaïa. Elle va tout faire pour empêcher la réussite de la quête.

#### Un trio de Cyclopes
Une mère cyclopes et ses deux fils tendent un piège à Piper, Jason. Léo, un peu à l'écart va les tuer juste assez de temps pour que lui et ses amis s'enfuient.

#### Médée
Médée est une sorcière antique, revenue à la vie grâce à Gaïa. Elle va enjôler Jason et Léo, les montant l'un contre l'autre et les forçant à combattre. C'est Piper qui brise l'enchantement et la combat.

#### Midas
Midas, comme Médée, est revenu des morts grâce à Gaïa. Il change Léo et Piper en or, mais sera défait et vaincu par Jason, qui vainc aussi Lityersès son fils.

#### Encélade
Le géant Encélade détient le père de Piper. Il la force à faire un choix : trahir ses amis et sauver son père, ou rester avec ses amis et conduire son père à une mort certaine. Finalement, Piper n'a pas à choisir. Encélade est tué par Jason et Zeus, le père de Piper sauvé.

#### Porphyrion
Le géant Porphyrion s'est réveillé progressivement grâce à la capture d'Héra. Quand il sera entièrement rené, il est affronté par Jason, mais s'enfuit. Il part en Grèce, monter une armée de monstres.

## Points de vue
Contrairement à la série Percy Jackson, le livre n'est plus écrit du point de vue d'un seul personnage. En effet, la série Héros de l'Olympe est écrite à la 3e personne du point de vue de trois personnages. Dans le premier tome Le Héros perdu, l'histoire est racontée du point de vue de Jason Grace, Piper McLean et Léo Valdez. 
| Personnages | Chapitres                                                                  |
| ----------- | -------------------------------------------------------------------------- |
| Jason       | 1, 2, 7, 8, 13, 14, 19, 20, 25, 26, 31, 32, 37, 38, 43, 44, 49, 50, 55, 56 |
| Piper       | 3, 4, 9, 10, 15, 16, 21, 22, 27, 28, 33, 34, 39, 40, 45, 46, 51, 52        |
| Léo         | 5, 6, 11, 12, 17, 18, 23, 24, 29, 30, 35, 36, 41, 42, 47, 48, 53, 54       |

## Anecdotes
- Il s'agit de l'unique livre ou le personnage de Percy Jackson n'apparait pas, il n'est que mentionné à plusieurs reprises.
- Le héros principal de l'histoire, Jason Grace est le premier demi-dieu romain de la série.
- Jason Grace est le 5e enfant des 3 Grands (Zeus, Poséidon et Hadès) à être en vie après Percy Jackson, Thalia Grace et Nico et Bianca Di Angelo.
- Jason est le petit frère de Thalia Grace, il est conçu par Zeus sous sa forme romaine (Jupiter) alors que Thalia est conçue sous sa forme grecque.
- Dans la série précédente, la colonie des sangs-mêlés était composée de 12 bungalows, dans le Héros perdu, le nombre est passé à 20.
- L'antagoniste de la série est Gaïa, épouse d'Ouranos et mère de Cronos et d'Hypérion.
- L'action se déroule en hiver, vers le mois de décembre (Solstice d'hiver).
- Annabeth Chase est toujours en couple avec Percy Jackson, malgré sa disparition.
- Jason Grace devient à la fin du livre, le premier demi-dieu à avoir survécu après avoir vu un(e) dieu/déesse sous sa forme véritable. Il s'agissait d'Héra.
- Il est mentionné dans le livre que Grover, Tyson, Nico Di Angelo et les chasseresses d'Artémis sont à la recherche de Percy Jackson. Jason, Piper et Léo rencontreront les chasseresses durant leur quête.
- Léo Valdez est le premier fils d’Héphaïstos faiseur de feu depuis plusieurs siècles, le dernier en date fut responsable du Grand incendie de Londres en 1666.
- Le géant Encélade est tué par Jason Grâce à l'aide de son père Jupiter. On apprend également que le géant a été conçu pour éliminer et remplacer Athéna.
- Jason, Piper et Léo assistent à l'apparition du géant Porphyrion mais celui-ci s'enfuit. On apprend également que le géant a été conçu pour éliminer et remplacer Zeus.
- À la fin du livre, Piper devient la nouvelle conseillère du bungalow d'Aphrodite et parallèlement Léo celui du bungalow d’Héphaïstos.
- On apprend également à la fin que Jason Grace fut envoyé à la colonie des sangs-mêlés pour gagner la confiance des demi-dieux grecs. À l'inverse Percy Jackson fut envoyé à la colonie romaine pour gagner celle des romains.

## Prophétie
Jason reçoit la prophétie de la bouche de Rachel Elisabeth Dare lors du feu de camp : 
Enfant de la foudre, méfie-toi de la terre, 1 

De la vengeance des géants les sept seront les pères,2 

La forge et la colombe briseront la cage,3 

Et sèmeront la mort en libérant d'Héra la rage.4
- 1 Jason Grace, fils de Jupiter, devra éviter de voyager par la terre car la Terre est Gaïa son ennemie.
- 2 Les sept demi-dieux de la Grande Prophétie seront la cause de la vengeance de géants.
- 3 Piper McLean, fille d'Aphrodite et Léo Valdez, fils d’Héphaïstos, devront unir leurs forces pour libérer Héra.
- 4 En libérant Héra, la déesse prendra sa véritable forme et détruira tous les ennemis sur son passage ainsi que Jason accidentellement. Le garçon survit grâce à l'enjôlement de Piper.